# Gilles Legardinier
 (octobre 2024).
Si vous disposez d'ouvrages ou d'articles de référence ou si vous connaissez des sites web de qualité traitant du thème abordé ici, merci de compléter l'article en donnant les références utiles à sa vérifiabilité et en les liant à la section « Notes et références ».
 (octobre 2024).
La mise en forme du texte ne suit pas les recommandations de Wikipédia : il faut le « wikifier ».
Les points d'amélioration suivants sont les cas les plus fréquents. Le détail des points à revoir est peut-être précisé sur la page de discussion.
- Les titres sont pré-formatés par le logiciel. Ils ne sont ni en capitales, ni en gras.
- Le texte ne doit pas être écrit en capitales (les noms de famille non plus), ni en gras, ni en italique, ni en « petit »…
- Le gras n'est utilisé que pour surligner le titre de l'article dans l'introduction, une seule fois.
- L'italique est rarement utilisé : mots en langue étrangère, titres d'œuvres, noms de bateaux, etc.
- Les citations ne sont pas en italique mais en corps de texte normal. Elles sont entourées par des guillemets français : « et ».
- Les listes à puces sont à éviter, des paragraphes rédigés étant largement préférés. Les tableaux sont à réserver à la présentation de données structurées (résultats, etc.).
- Les appels de note de bas de page (petits chiffres en exposant, introduits par l'outil «  Source ») sont à placer entre la fin de phrase et le point final[comme ça].
- Les liens internes (vers d'autres articles de Wikipédia) sont à choisir avec parcimonie. Créez des liens vers des articles approfondissant le sujet. Les termes génériques sans rapport avec le sujet sont à éviter, ainsi que les répétitions de liens vers un même terme.
- Les liens externes sont à placer uniquement dans une section « Liens externes », à la fin de l'article. Ces liens sont à choisir avec parcimonie suivant les règles définies. Si un lien sert de source à l'article, son insertion dans le texte est à faire par les notes de bas de page.
- La présentation des références doit suivre les conventions bibliographiques. Il est recommandé d'utiliser les modèles {{Ouvrage}}, {{Chapitre}}, {{Article}}, {{Lien web}} et/ou {{Bibliographie}}. Le mode d'édition visuel peut mettre en forme automatiquement les références.
- Insérer une infobox (cadre d'informations à droite) n'est pas obligatoire pour parachever la mise en page.

Pour une aide détaillée, merci de consulter Aide:Wikification.
Si vous pensez que ces points ont été résolus, vous pouvez retirer ce bandeau et améliorer la mise en forme d'un autre article.
 (octobre 2024).
Gilles Legardinier est un écrivain, réalisateur et scénariste français, né le 27 octobre 1965  à Paris. Son roman Demain j'arrête ! (2011) est l'un de ses plus grands succès.

## Biographie
Après avoir été stagiaire sur des plateaux de cinéma en Angleterre et aux États-Unis, Gilles Legardinier devient pyrotechnicien. Il passe par la distribution et le marketing avant de s’orienter vers l’écriture, créant une agence de communication écrite spécialisée dans le cinéma : Coming Soon Productions.
Après deux thrillers (L’Exil des anges et Nous étions les hommes), il signe sa première comédie, Demain j’arrête !, qui connaît un grand succès public et a été le roman francophone le plus vendu de l'année 2013,,,. Il a depuis publié plus d'une quinzaine d'autres ouvrages dans des genres variés. Ses romans sont traduits dans 25 pays et il figure parmi les auteurs français les plus lus,,,.
Parallèlement à ses premiers romans, il écrit des projets de commande – notamment Largo Winch (J'ai lu), Stargate SG-1 (J’ai lu), mais aussi Martin Mystère, Jackie Chan et Astro Boy (Pocket jeunesse).
Gilles Legardinier poursuit ses activités dans le cinéma en tant que script doctor et consultant, et rédige des dossiers de presse pour des films depuis 1996, avec Pascale, son épouse, pour des studios comme Walt Disney Company, Sony Pictures, Paramount Pictures, Twentieth Century Fox et Gaumont, entre autres.
Il coécrit et réalise le long métrage Complètement cramé ! d'après son roman du même nom, avec John Malkovich, Fanny Ardant, Emilie Dequenne, Philippe Bas et Eugénie Anselin. Le film est sorti au cinéma le 1er novembre 2023.
Il est fait Chevalier dans l'Ordre des Arts et des Lettres en mars 2019, dont il reçoit les insignes des mains de Claude Lelouch.

## Œuvre

### Romans
- Le Secret de la cité sans soleil, Paris, Éditions J'ai lu, 1996
- avec Pascale Legardinier, Comme une ombre, Paris, Éditions J'ai lu, 2001Publié dans la collection Amour et destin
- Le Sceau des Maîtres, Paris, Éditions J'ai Lu, coll. « J'ai lu jeunesse », 2002
- Le Dernier Géant, Paris, Pocket Jeunesse, coll. « Collection 9/12 ans », 2002
- L'Exil des anges, Paris, Éditions Fleuve noir, 2010Prix SNCF du polar 2010[12]
- Nous étions les hommes, Paris, Éditions Fleuve noir, 2011
- Demain j'arrête !, Paris, Éditions Fleuve noir, 2011Publié en livre audio, lu par Ingrid Donnadieu, Paris, 2014, éd. Audiolib, 1 disque compact (durée : 8 h 50),  (ISBN 9782356417039), (BNF 43741638)).
- Complètement cramé !, Paris, Éditions Fleuve noir, 2012Publié en livre audio, lu par Philippe Résimont, Paris, 2014, éd. Audiolib, 1 disque compact (durée : 9 h 37),  (ISBN 9782356417800), (BNF 43894005)).
- Et soudain tout change, Paris, Éditions Fleuve noir, 2013 Publié en livre audio, lu par Séverine Cayron, Paris, 2015, éd. Audiolib, 1 disque compact (durée : 10 h 0),  (ISBN 9782356418500), (BNF 44252815)).
- Ça peut pas rater !, Paris, Éditions Fleuve noir, 2014
- Quelqu'un pour qui trembler, Paris, Éditions Fleuve noir, 2015
  - (de) Monsieur Thomas und das Geschenk der Liebe. Trad. Doris Heinemann. Goldmann, Munich 2017
- Le Premier Miracle, Paris, Flammarion, 2016
- Une fois dans ma vie, Paris, Flammarion, 2017
- J'ai encore menti ! Paris, Flammarion, 2018
- Pour un instant d'éternité, Paris, Flammarion, 2019, 563 p. (ISBN 978-2-08-142027-4)
- Une chance sur un milliard, Paris, Flammarion, 2020, 432 p. (ISBN 978-2-08-149599-9)
- Mardi soir, 19H, Paris, Flammarion, 2021, 430 p. (ISBN 978-2-0814-9607-1)
- Le Secret de la cité sans soleil, Paris, Flammarion, 480 p. (ISBN 978-2-0814-2062-5)
- Demain j'arrête !, Pocket, novembre 2022, 432 p. (ISBN 9782266331487)
- Mon tour de manège, Paris, Flammarion, octobre 2023, 448 p. (ISBN 9782080258182)
- J'ai commencé par mourir, Paris, Flammarion, octobre 2024, 486 p. (ISBN 978-2-0802-5819-9)

### Cinéma
- Complètement cramé ! : coécrit et réalisé par Gilles Legardinier d'après son roman éponyme, sorti le 1er novembre 2023[13]

### Essais
- avec Mimie Mathy, Vaut-il mieux être toute petite ou abandonné à la naissance ?, Paris, Belfond, 2017, 240 p. (ISBN 978-2-7144-7429-2)
- avec Pascale Legardinier, Les phrases interdites si vous voulez rester en couple, Paris, J'ai lu, 2019, 224 p. (ISBN 978-2-290-20651-5)

### Nouvelles
- Un sourire à tomber, 12-21, 2013, parue uniquement en livre numérique. Rééditée dans le recueil collectif Du sang sur le tour : cinq nouvelles policières sur le Tour de France, 12-21, 2014, paru uniquement en livre numérique.
- Mange le dessert d'abord, dans 13 à table ! 2015 Paris, Pocket n° 16073, novembre 2014 (ISBN 978-2-266-25405-2).

### Romans jeunesse

#### Astroboy
- Gilles Legardinier et Osamu Tezuka, Astroboy, vol. 1 : Première mission, Paris, Éditions Pocket, 2005
- Gilles Legardinier et Osamu Tezuka, Astroboy, vol. 2 : Le piège diabolique, Paris, Éditions Pocket, 2005
- Gilles Legardinier et Osamu Tezuka, Astroboy, vol. 3 : Le secret d'Astro Boy, Paris, Éditions Pocket, 2005
- Gilles Legardinier et Osamu Tezuka, Astroboy, vol. 4 : Astro Boy contre Astro Boy, Paris, Éditions Pocket, 2005
- Gilles Legardinier et Osamu Tezuka, Astroboy, vol. 5 : Le train de la peur, Paris, Éditions Pocket, 2005
- Gilles Legardinier et Osamu Tezuka, Astroboy, vol. 6 : Un drôle d'espion, Paris, Éditions Pocket, 2005

#### Martin Mystère
- Gilles Legardinier, d'après un scénario de Jeffrey Alan Schechter, Martin Mystère, vol. 1 : Le monstre de la forêt, Paris, Éditions Pocket, 2006
- Gilles Legardinier, d'après un scénario de Jeffrey Alan Schechter, Martin Mystère, vol. 2 : Le collège des sorcières, Paris, Éditions Pocket, 2006
- Gilles Legardinier, d'après un scénario de Jeffrey Alan Schechter, Martin Mystère, vol. 3 : La vengeance du druide maudit, Paris, Éditions Pocket, 2006
- Gilles Legardinier, d'après un scénario de Jeffrey Alan Schechter, Martin Mystère, vol. 4 : Enlevés dans l'autre dimension, Paris, Éditions Pocket, 2006
- Gilles Legardinier, d'après un scénario de Jeffrey Alan Schechter, Martin Mystère, vol. 5 : La malédiction du pirate, Paris, Éditions Pocket, 2007
- Gilles Legardinier, d'après un scénario de Jeffrey Alan Schechter, Martin Mystère, vol. 6 : Terreur à Torrington, Paris, Éditions Pocket, 2007
- Gilles Legardinier, d'après un scénario de Jeffrey Alan Schechter, Martin Mystère, vol. 7 : La fureur du ver de terre, Paris, Éditions Pocket, 2007
- Gilles Legardinier, d'après un scénario de Jeffrey Alan Schechter, Martin Mystère, vol. 8 : Vacances en enfer, Paris, Éditions Pocket, 2007
- Gilles Legardinier, d'après un scénario de Jeff Biderman, Martin Mystère, vol. 9 : La revanche de l'araignée, Paris, Éditions Pocket, 2008
- Gilles Legardinier, d'après un scénario de Richard Elliott et Simon Racioppa, Martin Mystère, vol. 10 : La société secrète, Paris, Éditions Pocket, 2008
- Gilles Legardinier, d'après un scénario de Scott Kraft, Martin Mystère, vol. 11 : Le trésor maudit du farfadet, Paris, Éditions Pocket, 2008
- Gilles Legardinier, d'après un scénario de Nicole Demerse, Martin Mystère, vol. 12 : La musique diabolique, Paris, Éditions Pocket, 2008
- Gilles Legardinier, d'après un scénario de Ben Joseph et Frank Young, Martin Mystère, vol. 13 : La cité de la terreur, Paris, Éditions Pocket, 2009=
- Gilles Legardinier, d'après un scénario de Rob Heagee, Martin Mystère, vol. 14 : Les voyants maléfiques, Paris, Éditions Pocket, 2009
- Gilles Legardinier, d'après un scénario de Ron DeGenova, Martin Mystère, vol. 15 : La tribu oubliée, Paris, Éditions Pocket, 2009
- Gilles Legardinier, d'après un scénario de Richard Clark, Martin Mystère, vol. 16 : La maison de l'épouvante, Paris, Éditions Pocket, 2009

#### Largo Winch
- Jean Van Hamme et Gilles Legardinier, Largo Winch : Projet arctique, Paris, Éditions J'ai lu, 2001
- Jean Van Hamme et Gilles Legardinier, Largo Winch : L'Héritier, Paris, Éditions J'ai lu, 2001
- Jean Van Hamme et Gilles Legardinier, Largo Winch : Manipulations, Paris, Éditions J'ai lu, 2002
- Jean Van Hamme et Gilles Legardinier, Largo Winch : Femme fatale, Paris, Éditions J'ai lu, 2003

#### Un dos tres
- Gilles Legardinier, Un dos tres, vol. 1 : Premiers pas vers le rêve, Paris, Éditions M6, 2007

## Décorations
- Chevalier de l'ordre des Arts et des Lettres  le 12 mars 2019[14].